# Acte Préalable
Ne pas confondre avec l’Acte préalable de Scriabine.
Acte Préalable est un label discographique polonais de musique classique, basé à Varsovie.

## Histoire
Le label est fondé en 1997. Le nom fait référence à une composition mystique inachevée de Scriabine, L'acte préalable, le mouvement « préconditionnel » de son œuvre apocalyptique planifiée Mysterium. Le label est connu pour ses enregistrements, parfois des premiers enregistrements commerciaux, d'œuvres de compositeurs polonais moins connus - y compris Grażyna Bacewicz, Zygmunt Stojowski et bien d'autres encore.
En 200 références parues à ce jour, et parmi les quelque 300 compositeurs édités, 80 sont des premières mondiales. La même maison publie aussi des partitions.

## Artistes
Quelques compositeurs dont les œuvres ont été enregistrées par Acte Préalable :
- Bazyli Bohdanowicz (1740–1817)
- Józef Elsner (1769–1854)
- Franciszek Lessel (1780–1838)
- Maria Szymanowska (1789–1731)
- Karol Kurpiński (1796–1857)
- Ignacy Feliks Dobrzyński (1807–1867)
- Frédéric Chopin (1810–1849)
- Oskar Kolberg (1814–1890)
- Teodor Leszetycki (1830–1915)
- Józef Wieniawski (1837–1912)
- Władysław Żeleński (1837–1921)
- Zygmunt Noskowski (1849–1909)
- Franciszek Brzeziński (1867–1944)
- Józef Szulc (1875–1956)
- Grażyna Bacewicz (1909–1969)
- Marian Sawa (1937-2005)
- Władysław Kłosiewicz
- Wojciech Łukaszewski
- Władysław Słowiński
- Paweł Łukaszewski
- Tadeusz Paciorkiewicz
- Józef Koffler
- Géza Zichy (1849-1924)
- Agata Szymczewska